# Brooke Bennett
Brooke Marie Bennett (Tampa, 6 maggio 1980) è una nuotatrice statunitense.
Specializzata nello stile libero ha vinto tre medaglie d'oro ai Giochi olimpici.

## Palmarès
- Olimpiadi

Atlanta 1996: oro negli 800m sl.
Sydney 2000: oro nei 400m sl e negli 800m sl.
- Mondiali

Roma 1994: bronzo negli 800m sl.
Perth 1998: oro negli 800m sl, argento nei 400m sl e nella 4x200m sl.
- Mondiali in vasca corta

Atene 2000: argento negli 800m sl e nella 4x200m sl.
- Giochi PanPacifici

Atlanta 1995: oro nei 400m sl e nei 1500m sl e argento negli 800m sl.
Fukuoka 1997: oro negli 800m e nei 1500m sl e argento nei 400m sl.
Sydney 1999: oro nei 400m sl e negli 800m sl.
- Giochi panamericani

Mar del Plata 1995: oro nei 400m sl e argento negli 800m sl.

## Riconoscimenti
- American Swimmer of the Year: 2000